# Іпет-хемет (міфологія)

Знак ока Ра

Іпет-Хемет («іпет її Величності») була в Давньому Єгипті однією з 12 помісячних богинь-гіпопотамів. Вони шанувалася також як Іпет Амона-Ра. Іпет-Хемет у давньоєгипетській релігії була тілесним втіленням богині Хатхор і богині Мут. Головними культовими центрами її шанування були храми в Фівах і в Дендері. У місячному давньоєгипетському календарі (календар Сотіс) ім'я цієї богині носив останній, 12-й місяць Іпет-Хемет.
У період з XXI до XXIV династії єгиптяни уявляли і славили Іпет-Хемет як «далеку богиню, яка дивилася у своє свято на всеперемагаючі Фіви». Цей священний титул ототожнює її з богинями Хатор і Мут, які були також «далекими богинями» і носіями «ока Ра».
Зображувалася Іпет-Хемет зазвичай з тілом вагітної самки гіпопотама, з головою гіпопотама, людськими руками, спиною крокодила і лев'ячими кігтями. Зображувана в людській подобі, богиня носить давньоєгипетську подвійну корону і корону Хатор. Серед 50 божеств, які шанувалися в храмах маммісі Іпет-Хемет носила додатковий титул Богиня Богів, серед доброзичливих і гостинних дам. Храми в її честь перебували в таких культових центрах, як Філи і Едфу. Подальші функції Іпет-Хемет полягали в її ролі як Небету і Хатор в ролі «пані полів» та у зв'язку зі святкуванням Іпіп.
За часів XXVI (Саісської) династії і в греко-римський час Іпет-Хемет виступала богинею як першого, так і третього місяців періоду шему. На початку епохи Нового царства вона була богинею другого місяця періоду шему, за часів з правління фараона Аменофіса III і до Рамсеса I вона також «управляла» другим місяцем періоду шему.